# دوك مارشال
دوك مارشال (بالإنجليزية: Doc Marshall)‏ هو لاعب كرة قاعدة أمريكي، ولد في 4 يونيو 1906 في نيو ألباني في الولايات المتحدة، وتوفي في 1 سبتمبر 1999 في لاك سان ماركوس في الولايات المتحدة.

## وصلات خارجية
- دوك مارشال على موقعبيزبول رفرنس.كوم (الدوري الرئيسي) (الإنجليزية)